# Chu Chu Chu 僕らの未来/大・人生 Never Been Better!
「Chu Chu Chu 僕らの未来/大・人生 Never Been Better!」（チュ・チュ・チュ ぼくらのみらい/だい・じんせい ネバー・ビーン・ベター!）は、2022年6月8日にアップフロントワークス（zetimaレーベル）から発売されたモーニング娘。の71枚目のシングル。「モーニング娘。'22」（モーニングむすめ。トゥートゥー）名義でのリリース。

## 構成
- 14期メンバー森戸知沙希ラスト参加シングル。
- つんくによる作詞・作曲の楽曲のみで構成されたモーニング娘。のCDシングルは、2020年12月16日リリースの69枚目のシングル『純情エビデンス/ギューされたいだけなのに』以来2作ぶりとなる。
- 初回生産限定盤SPにアディショナル・トラック扱いで収録される「I WISH」は2022年3月18日に配信限定リリースされた同グループの楽曲であり、同盤がCD初収録である（ただし、オケ自体はオリジナルバージョンと同一）。

Chu Chu Chu 僕らの未来
- センターは森戸知沙希が務める。

大・人生 Never Been Better!
- つんく♂によると、発売から約1年前に制作されていたストック曲であり、先に収録が決定した「Chu Chu Chu 僕らの未来」と同時収録される両A面曲として本曲が選ばれた。また、久々に「つんく♂ファンク」に類する楽曲とも語っている。
- ミュージックビデオは東京ベイ東急ホテルで撮影された。

## リリース
初回生産限定盤A・B・SP・通常盤A・Bの5形態で発売され、このうち初回生産限定盤A・B・SPにはBlu-ray Discが付属する。初回仕様の全ての通常盤にはトレーディングカード（通常盤A：「Chu Chu Chu 僕らの未来」衣裳のソロ13種+キラ仕様の集合1種よりランダムにて1枚、通常盤B：「大・人生 Never Been Better!」衣裳のソロ13種+キラ仕様の集合1種よりランダムにて1枚）が封入されている。

## 収録曲

### CD（初回生産限定盤A・B・通常盤A・B）
| #  | タイトル                                      | 作詞   | 作曲   | 編曲     | 時間 |
| -- | --------------------------------------------- | ------ | ------ | -------- | ---- |
| 1. | 「Chu Chu Chu 僕らの未来」                    | つんく | つんく | 大久保薫 | 4:26 |
| 2. | 「大・人生 Never Been Better!」               | つんく | つんく | 鈴木俊介 | 4:50 |
| 3. | 「Chu Chu Chu 僕らの未来」(Instrumental)      |        |        |          | 4:27 |
| 4. | 「大・人生 Never Been Better!」(Instrumental) |        |        |          | 4:50 |

| #  | タイトル                                    | 作詞 | 作曲・編曲 | 時間  |
| -- | ------------------------------------------- | ---- | ---------- | ----- |
| 1. | 「Chu Chu Chu 僕らの未来」(Music Video)     |      |            | 4:54  |
| 2. | 「Chu Chu Chu 僕らの未来」(Dance Shot ver.) |      |            | 4:34  |
| 3. | 「Chu Chu Chu 僕らの未来」(メイキング映像)  |      |            | 16:03 |

| #  | タイトル                                         | 作詞 | 作曲・編曲 | 時間  |
| -- | ------------------------------------------------ | ---- | ---------- | ----- |
| 1. | 「大・人生 Never Been Better!」(Music Video)     |      |            | 5:17  |
| 2. | 「大・人生 Never Been Better!」(Dance Shot ver.) |      |            | 4:55  |
| 3. | 「大・人生 Never Been Better!」(メイキング映像)  |      |            | 14:13 |

### CD（初回生産限定盤SP）
| #  | タイトル                                      | 作詞   | 作曲   | 編曲     | 時間 |
| -- | --------------------------------------------- | ------ | ------ | -------- | ---- |
| 1. | 「Chu Chu Chu 僕らの未来」                    | つんく | つんく | 大久保薫 | 4:26 |
| 2. | 「大・人生 Never Been Better!」               | つんく | つんく | 鈴木俊介 | 4:50 |
| 3. | 「I WISH」(Additional Track)                  | つんく | つんく | 河野伸   | 4:45 |
| 4. | 「Chu Chu Chu 僕らの未来」(Instrumental)      |        |        |          | 4:27 |
| 5. | 「大・人生 Never Been Better!」(Instrumental) |        |        |          | 4:50 |

| #  | タイトル                    | 作詞 | 作曲・編曲 | 時間  |
| -- | --------------------------- | ---- | ---------- | ----- |
| 1. | 「I WISH」(Music Video)     |      |            | 6:03  |
| 2. | 「I WISH」(Dance Shot ver.) |      |            | 4:54  |
| 3. | 「I WISH」(メイキング映像)  |      |            | 15:12 |

## リリース日一覧
| 地域 | リリース日   | レーベル              | 規格                                                  | カタログ番号                      |
| ---- | ------------ | --------------------- | ----------------------------------------------------- | --------------------------------- |
| 日本 | 2022年6月8日 | zetima/UP-FRONT WORKS | CDマキシシングル+Blu-ray Disc                         | EPCE-7676〜77（初回生産限定盤A）  |
| 日本 | 2022年6月8日 | zetima/UP-FRONT WORKS | CDマキシシングル+Blu-ray Disc                         | EPCE-7678〜79（初回生産限定盤B）  |
| 日本 | 2022年6月8日 | zetima/UP-FRONT WORKS | CDマキシシングル+Blu-ray Disc                         | EPCE-7680〜81（初回生産限定盤SP） |
| 日本 | 2022年6月8日 | zetima/UP-FRONT WORKS | CDマキシシングル                                      | EPCE-7682（通常盤A）              |
| 日本 | 2022年6月8日 | zetima/UP-FRONT WORKS | CDマキシシングル                                      | EPCE-7683（通常盤B）              |
| 日本 | 2022年6月8日 | zetima/UP-FRONT WORKS | ダウンロードシングル （LC-AAC 44.1kHz/16bit）         | EPCE-7682（通常盤Aに準拠）        |
| 日本 | 2022年6月8日 | zetima/UP-FRONT WORKS | ハイレゾダウンロードシングル （FLAC/WAV 96kHz/24bit） | EPCE-7682-HR（通常盤Aに準拠）     |

## 参加メンバー
- 9期：譜久村聖、生田衣梨奈
- 10期：石田亜佑美
- 11期：小田さくら
- 12期：野中美希、牧野真莉愛、羽賀朱音
- 13期：加賀楓、横山玲奈
- 14期：森戸知沙希
- 15期：北川莉央、岡村ほまれ、山﨑愛生

## タイアップ
Chu Chu Chu 僕らの未来
- TBSテレビ（関東ローカル）『ふるさとの未来』2022年6月度エンディングテーマ。
- YBS山梨放送「909 weekly tune」[9]。
- BSN新潟放送「ウィークリーチューン」[9]。

大・人生 Never Been Better!
- テレビ東京（ローカルセールス）『ハロドリ。』2022年6月度エンディングテーマ。